# Hans-Werner Janz
Hans-Werner Janz (ur. 24 czerwca 1906 w Wydminach, zm. 13 kwietnia 2003 w Wedemark) – niemiecki neurolog i psychiatra.

## Życiorys
Urodził się w Wydminach koło Giżycka w rodzinie lekarza Eugena Janza (1878–1940). Nie miał rodzeństwa. W styczniu 1914 ojciec został przeniesiony do Nidzicy jako lekarz powiatowy. Po wybuchu I wojny światowej ojciec został powołany do wojska, brał udział m.in. w bitwie pod Tannenbergiem, został odznaczony Krzyżem Żelaznym II klasy. W czasie wojny matka z małym Hansem uciekła przed armią rosyjską do miejscowości Pritzwalk, niedaleko Berlina. Nie przyjęto ich tam życzliwie, ponieważ pochodzili z Prus Wschodnich, nazywano ich „Polakami”. Toteż wkrótce, w grudniu 1914, wyjechali do dzielnicy Berlina Friedenau. Tam rodzina mieszkała do 1917 roku, przeżywając biedę z powodu braków żywności i opału do ogrzewania.
1 lutego 1917 ojciec został przeniesiony do rezerwy i jednocześnie mianowany lekarzem powiatowym w Braniewie w północnej Warmii. Braniewo Hans-Werner wspomina jako miasto o dużej tolerancji, czuł się w nim bardzo dobrze, mimo że byli przyjezdni, a w dodatku ewangelikami na katolickiej Warmii. Ponadto rodzina mieszkała przy ulicy Królewieckiej 8, tuż przy kościele gminy ewangelickiej w Braniewie (o adresie Królewiecka 9). Ojciec, mimo że był konfesji ewangelickiej, był człowiekiem pełnym humoru i wolnym od uprzedzeń, czym zjednał sobie wielu pacjentów i mieszkańców miasta. Matka nawet nosiła się z zamiarem dokonania konwersji na katolicyzm.

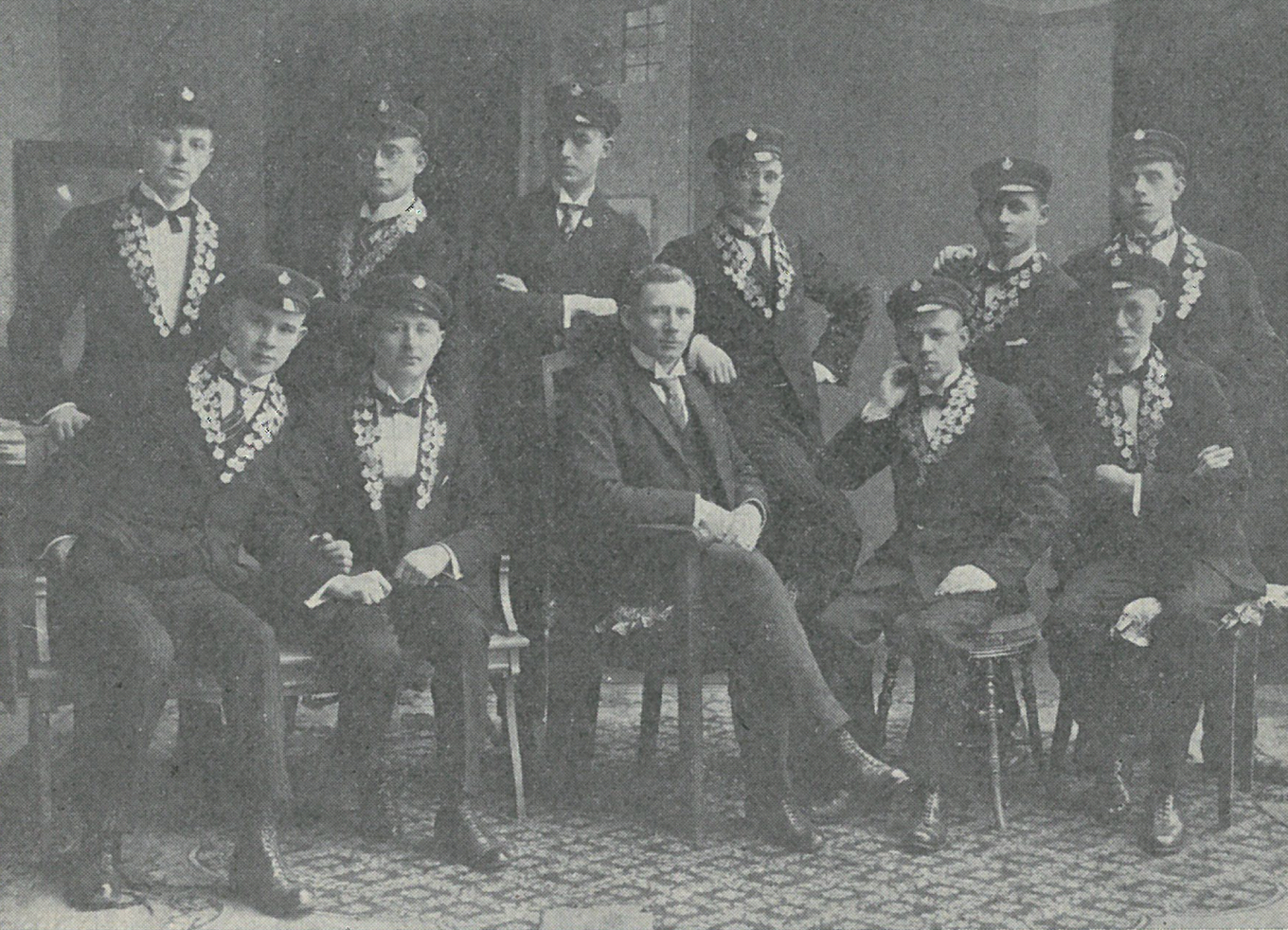
Maturzyści gimnazjum w Braniewie (1925), w górnym rzędzie 3. od lewej Hans-Werner

Hans, który uczył się wcześniej w Berlinie-Schönebergu w Helmholtz-Realgymnasium, przeniósł się w drugim roku nauki (quinta) do braniewskiego gimnazjum humanistycznego o wielowiekowej tradycji. Była to już jego czwarta zmiana szkoły. Do klasy chodził m.in. z synem pastora i późniejszym pastorem Franzem-Reinholdem Hildebrandt, czy Otto Gramschem, synem starosty braniewskiego Friedricha Karla Gramscha; szkolne przyjaźnie opisuje w pamiętniku, który zaczął pisać w Braniewie od 14 roku życia. W czasie gimnazjalnym rozpoczyna pierwsze próby artystyczne, obejmujące rysunki ołówkiem i piórem, później także akwarele, malował pejzaże, głównie miejskie. Występował również wielokrotnie jako aktor gimnazjalnego teatru, jego największą kreacją była rola tytułowej bohaterki dramatu Sofoklesa – Antygony, wystawiona na deskach w domu parafialnym Katholisches Vereinshaus. W recenzji zamieszczonej w „Ermländische Zeitung” z 2 listopada 1923 roku napisano: „...szczególnie bohaterki Antygona i Ismena stanęły przed bardzo trudnym zadaniem, które rozwiązały po mistrzowsku”. W Braniewie brał również prywatne lekcje gry na fortepianie, uczył się jazdy konnej w stadninie Königliches Landesgestüt, uprawiał wioślarstwo w szkolnym klubie, którego prezesem był dr Candidus Barzel, ojciec późniejszego przewodniczącego Bundestagu Niemiec Reinera.
Gimnazjum w Braniewie ukończył z wyróżnieniem, uzyskując maturę 25 lutego 1925 roku.
Rozpoczął studia medyczne na Uniwersytecie Albechta w Królewcu, następnie przeniósł się na Uniwersytet Ruprechta i Karola w Heidelbergu, a w 1927 roku, po semestrze nauki, wyjechał na Uniwersytet Ludwiga i Maksymiliana w Monachium. W 1929 powrócił na Uniwersytet Albrechta w Królewcu, w którym w 1930 roku zdał egzamin państwowy.
W maju 1933 roku został członkiem Narodowo-Socjalistycznej Niemieckiej Partii Robotniczej (NSDAP), podpisując się na liście wywieszonej w kasynie lekarskim Kliniki Asklepiosa Barmbek. W 1934 obronił na Uniwersytecie w Królewcu roku doktorat z medycyny z wyróżnieniem (summa cum laude). W tym samym roku poznał swoją żonę Antonię, którą poślubił w 1935 roku, podczas odbywania zasadniczej służby wojskowej w Wehrmachcie. W 1937 roku małżeństwo wyjechało do Lipska. Jako specjalista neurologii Janz uzyskał habilitację na uniwersytecie w Lipsku w 1939 roku. W 1940 został nieetatowym wykładowcą. Zwolniony na początku II wojny światowej ze służby wojskowej mógł podjąć pracę jako starszy lekarz w Klinice Psychiatrii Uniwersytetu w Lipsku. W 1940 roku został wcielony do eskadry medycznej Luftwaffe. Jednocześnie był rozpatrywany jako kandydat na kierownika katedry w okupowanym Strasburgu lub Krakowie. Z Krakowa dotarł z wojskiem Wehrmachtu aż do Dniepru. Wiosną 1942 roku został przeniesiony do szpitala lotnictwa w celu leczenia urazów mózgu i rdzenia kręgowego w Berlinie-Reinickendorf. Tam pracował nad odwracalnością afazji poprzez trening. Wkrótce został zwolniony z Wehrmachtu i mógł kontynuować służbę w klinice w Lipsku i prowadzić wykłady z psychiatrii sądowej.
Po bezwarunkowej kapitulacji Niemiec Janz został na krótko uwięziony ze względu na przynależność do NSDAP. Po zwolnieniu został powołany do Rady Doradczej Psychiatrii Centralnego Zarządu Opieki Zdrowotnej w Berlinie. Od 1952 był profesorem w Hamburgu, od 1968 wykładał na uczelni medycznej w Hanowerze.
Był autorem 116 publikacji, ostatnie 13 napisał na emeryturze. Janz zajmował się m.in. psychopatologią postaci historycznych, w tym między innymi Odyseusza , Agamemnona i Adolfa Hitlera.
W 1972 otrzymał Order Zasługi Dolnej Saksonii. W 1977 został odznaczony Orderem Zasługi Republiki Federalnej Niemiec I Klasy.

## Życie prywatne
W 1935 poślubił Antonię Hellwich z miejscowości Skajzgiry w gminie Dubeninki w powiecie gołdapskim. Małżeństwo nie miało dzieci.